# Ameeksha Dilchand
Ameeksha Dilchand (sinh ngày 26 tháng 10 năm 1988) là một thí sinh từng chiến thắng cuộc thi sắc đẹp Mauritius và cựu Hoa hậu Mauritius. Ameeksha theo học trường Notre Dame de la Confiance RCA khi học tiểu học, sau đó gia nhập trường trung học Loreto College của Rose-Hill. Ameeksha sau đó hoàn tất chương trình LLB (hons) của mình từ University College London (UCL). Cô là một trong những phụ nữ có ảnh hưởng nhất ở đất nước Mauritius.
Cô được trao vương miện Hoa hậu Mauritius vào năm 2011. Vào tháng 10 năm 2012, cô trở thành người phụ nữ Mauritius thứ hai giành được giải thưởng cho Mauritius, sau Anaïs Veerapatren. Cô tham gia cuộc thi Hoa hậu Hoàn vũ 2012 được tổ chức tại Las Vegas và tại cuộc thi Hoa hậu Quốc tế 2012, cuộc thi mà cô kết thúc ở vị trí thứ 17.
Sau cuộc bầu chọn, với tư cách là Hoa hậu Mauritius, Ameeksha gia nhập một tổ chức phi chính phủ để có thể giúp đỡ những đứa trẻ bị hở hàm ếch mang tên Đại sứ nụ cười. Cô cũng là một thành viên của tổ chức Cảnh báo Lupus, giúp nâng cao nhận thức về một căn bệnh đe dọa tính mạng. Đó là bệnh Lupus.

## Các cuộc thi
Dilchand được trao vương miện Hoa hậu Mauritius 2011 trong buổi lễ hàng năm được tổ chức vào tối thứ bảy, ngày 6 tháng 8 năm 2011 tại J & J Auditorium, Phoenix. Một tuần trước đêm chung kết, cô cũng giành được giải thưởng Hoa hậu Tài năng trong phần thi sơ bộ của cuộc thi Hoa hậu Mauritius. Cô cũng trở thành Á hậu cho phần thi sắc đẹp Áo tắm bãi biển. Trong cuộc thi Hoa hậu Quốc tế 2012 được tổ chức tại Okinawa, Nhật Bản vào ngày 21 tháng 10 năm 2012, Ameeksha đứng thứ 5 trong danh sách Hoa hậu Phổ biến trên Internet và thứ 4 trong giải phụ Hoa hậu Tài Năng, chung cuộc xếp hạng thứ 17 và giành được giải Hoa hậu Hữu nghị. Là Hoa hậu Mauritius 2011, thí sinh chiến thắng, đại diện cho Mauritius tham gia cuộc thi Hoa hậu Hoàn vũ 2012 tại Las Vegas, Nevada, Hoa Kỳ vào ngày 19 tháng 12 năm 2012, tham gia tranh tài nhằm được đội vương miện chiến với 88 thí sinh khác.